# Lepthyphantes bhudbari
Lepthyphantes bhudbari är en spindelart som beskrevs av Benoy Krishna Tikader 1970. Lepthyphantes bhudbari ingår i släktet Lepthyphantes och familjen täckvävarspindlar. Inga underarter finns listade i Catalogue of Life.